# Koagulacioni faktor XIa
Koagulacioni faktor XIa (EC 3.4.21.27, krvno koagulacioni faktor XIa, aktivirani krvno koagulacioni faktor XI, aktivirani plazmatični tromboplastinski prethodnik) je enzim. Ovaj enzim katalizuje sledeću hemijsku reakciju
Selektivno razlaganje Arg-Ala i Arg-Val veza u faktoru IX čime se formira faktor IXa
Ovaj enzim je jedan od krvnih koagulacionih faktora u peptidaza family S1 (tripsinskoj familiji).

## Literatura
- Nicholas C. Price; Lewis Stevens (1999). Fundamentals of Enzymology: The Cell and Molecular Biology of Catalytic Proteins (Third изд.). USA: Oxford University Press. ISBN 019850229X.
- Eric J. Toone (2006). Advances in Enzymology and Related Areas of Molecular Biology, Protein Evolution (Volume 75 изд.). Wiley-Interscience. ISBN 0471205036.
- Branden C; Tooze J. Introduction to Protein Structure. New York, NY: Garland Publishing. ISBN 0-8153-2305-0.
- Irwin H. Segel. Enzyme Kinetics: Behavior and Analysis of Rapid Equilibrium and Steady-State Enzyme Systems (Book 44 изд.). Wiley Classics Library. ISBN 0471303097.
- William P. Jencks (1987). Catalysis in Chemistry and Enzymology. Dover Publications. ISBN 0486654605.

## Spoljašnje veze
- Coagulation+factor+XIa на 